# Zboiska (powiat sanocki)
Zboiska – wieś w gminie Bukowsko nad potokiem Sanoczek, na Pogórzu Bukowskim, powiecie sanockim, województwie podkarpackim. Ma status sołectwa. Od południa graniczy z Ratnawicą.
| SIMC    | Nazwa  | Rodzaj    |
| ------- | ------ | --------- |
| 0346833 | Modrza | część wsi |

## Historia
Boyscza 1361, Boyska 1398, Boyschcze 1402, Bogiska 1437, Szboyska 1539, Zboiska alias Uhrynowce 1676. 
Od 1340 do 1772 Ziemia sanocka, Województwo ruskie. Od 1772 do 1852 cyrkuł leski, następnie sanocki. Od 1867 powiat sanocki, gmina Bukowsko w Galicji. 
Prawdopodobnie wieś lokowana była przez księcia Jerzego II, jako wieś służebna grodu sanockiego. W 1361 miejsce puste położone na polach zwanych pospolicie Boyscza, należące do kościoła pw. Św. Pawła w Bukowsku, nad potokiem Sanoczek, od granic wsi królewskich Prusiek i od Pobiedna aż do źródeł potoku Sanoczek (źródło: Kod. Dypl. Małopolski III, str. 741, 1361). Zboiska w roku 1361 dzięki nadaniom Kazimierza Wielkiego stały się własnością rycerzy przybyłych z Węgier, braci Piotra i Pawła Balów. Przywilej królewski pod tą samą datą wymienia również Wisłok, Radoszyce, Jurowce, Srogów, Dydnię, Temeszów i inne. Od 1435 Piotr ze Zboisk, Petrus de Boyska, Petrus de Tyrawa, ożeniony z Małgorzatą, 1434 - 1465 chorąży sanocki, był właścicielem Zboisk, Wolicy, Bełchówki, Zahoczewia i Bukowska.
W 1485 r., w wyniku zajazdu kasztelana przemyskiego Stanisława Kmity dokonanego na wieś Zboiska, należącą do podkomorzego lwowskiego i starosty bieckiego Piotra Herburta Felsztyńskiego, spalone zostały dom i wieża (domus et turris) tam się znajdujące.
Następnie właścicielami byli Leszczyńscy, w XIX wieku własność Kokowskich i Jodłowskich. W połowie XIX wieku właścicielem posiadłości tabularnej Zboiska był Józef Gołaszewski. W 1905 Zofia Jodłowska posiadała we wsi obszar 167,7 ha, a w 1911 posiadała 8 ha.
W 1529 dzięki staraniom Mikołaja Herburta Odnowskiego, wojewody krakowskiego wybudowano w Zboiskach nowy  niewielki zamek obronny (Zborsko). Wieś z fortalicją wspominana jest również w roku 1553. W 1657 roku przez Zboiska przeszły wojska Rakoczego, niszcząc stojący tu zamek. Wspomniany dwór znajdował się w obrębie zachowanego do dziś, wyniosłego kopca ziemnego, otoczonego głęboką, suchą fosą i pojedynczym wałem ziemnym, dominującego ok. 15 m nad przepływającym poniżej potokiem Sileskim. Całość założenia ma wymiary ok. 80×80 m, natomiast średnica samego kopca mierzy ok. 30 m. Do dziś na terenie parku dworskiego zachowały się umocnienia ziemne oraz ruiny budowli. W połowie XIX wieku Kokowscy zbudowali w Zboiskach zespół dworski. 
W II Rzeczypospolitej wieś w powiecie sanockim województwa lwowskiego. W latach 1945–1946 nacjonaliści ukraińscy z OUN-UPA zamordowali tutaj 10 Polaków oraz spalili 60 gospodarstw po Ukraińcach przesiedlonych do ZSRR lub na Ziemie Zachodnie.

## Mieszkańcy
Nazwiska mieszkańców XIX wiek : Bończak, Barna, Beck, Bogacz, Januk, Kozak, Klepczyk, Knieja, Kos, Krok, Macek, Lilienthal, Maciejowski, Mazur, Marosz, Modrzanski, Patała, Olejarczyk, Pendzior, Peszyński, Rakoczy, Starzecki, Petejko, Pielech, Szczurek, Tarnawczyk, Wdowiak, Dymiński, Klocek, Piotrowski

## Religia
Parafia łacińska w Bukowsku. Parafia greckokatolicka pw. Św. Apostołów Piotra i Pawła znajdowała się w Wolicy, stary miejscowy kościół uległ spaleniu podczas działań wojennych. Obecnie we wsi znajduje się nowo wybudowany kościół rzymskokatolicki, należący do parafii NMP Królowej Polski w Prusieku, w dekanacie Sanok II.

## Zabytki
- Dwór wybudowany przez Kokowskich w I połowie XIX wieku
- Zamczysko po nieistniejącej wieży obronnej z XV-XVI wieku z zachowaną fosą i wałem

## Turystyka
Na terenie Zboisk funkcjonuje kilka pensjonatów agroturystycznych oraz stadnina koni.

## Ciekawostki
Uherce, Uhryń oraz dawne Uhrynowce obecnie Zboiska, nazwy wsi wskazują na etymologię węgierską i jej związek z nazwą historycznego regionu Węgier oraz przepływającej przez nią rzeki Ung. W języku słowackim oraz czeskim Uhorsko. Jak wskazuje prof. Przemysław Dąbkowski "Ludność węgierska w ziemi sanockiej (na początku XIV w.) była to ludność albo na stałe tam osiadła, albo też czasowo przebywająca. Jest rzeczą wielce prawdopodobną, iż podobnie jak w innych ziemiach, tak samo i w ziemi sanockiej, znajdowały się pewne osady, zaludnione pierwotnie przez Węgrów, którzy z biegiem czasu ulegli polonizacji. 